# Petrus Datheen

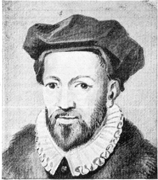
Portret van Petrus Datheen

Petrus Datheen, ook wel Pieter Datheen, Pieter Dathen of Petrus Dathenus, (Kassel in Vlaanderen, ca. 1531 – Elbing in West-Pruisen, 17 maart 1588) was een persoon die een belangrijke rol speelde bij de calvinistische Reformatie in de Zuidelijke Nederlanden. Hij werd, na omzwervingen in ballingschap, een van de leidende theologen in de Nederduitse Gereformeerde Kerk, de officiële protestantse kerk in de Noordelijke Nederlanden, waarin hij de orthodoxe partij koos.

## Levensloop
Zijn jeugd bracht hij door in het karmelietenklooster in Ieper om daar tot priester te worden opgeleid. Toen Datheen meemaakte dat een negentienjarige jongen werd verbrand om zijn geloof, besloot hij uit te treden en zocht hij toenadering tot het calvinisme.
Vanwege de vervolging van protestanten in de Nederlanden vluchtte Datheen naar de Nederlandse gemeente in ballingschap in Engeland (Londen). Na de troonsbestijging door Maria Tudor en de gewelddadige rekatholicering van Engeland vluchtte hij met zijn gemeente naar Emden in Oost-Friesland. Daarna vestigde hij zich in 1555 in de lutherse stad Frankfurt am Main. Na zeven jaar moest hij Frankfurt verlaten en mocht hij zich met zijn gemeente vestigen in het nabijgelegen Frankenthal in het keurvorstendom van de Palts. De Paltsgraaf was het calvinisme toegedaan en van 1567 tot 1578 bekleedde Datheen de functie van hofpredikant. In het wonderjaar 1566 verbleef hij in de Zuidelijke Nederlanden. Hij nam niet deel aan de Beeldenstorm, maar steunde de gewapende opstand. De vergadering van predikanten die daar in Nieuwkerke toe besliste, werd door hem voorgezeten.
Datheen werd in 1578 voorzitter van de Synode van Dordrecht. Van 1578 tot 1584 was hij stadspredikant van het toen radicaal calvinistische Gent. In deze stad was hij met Herman Moded leider van de orthodoxe partij, en kreeg hij onenigheid met de tolerante Willem van Oranje. Oranje was van mening dat iedereen gewetensvrijheid had, maar Datheen stelde dat de overheid partij moest kiezen voor de ware godsdienst en dat dientengevolge een protestantse overheid geen rooms-katholieke kerken hoefde te tolereren. Ook sprak hij zich uit tegen de Franse politiek van Oranje. Dit conflict leidde in 1583 tot de gevangenzetting van Datheen, die vervolgens in 1584 uit de Nederlanden werd verbannen.
Hij woonde in verschillende Noord-Duitse steden en kwam aan de kost als arts. Op religieus vlak deed hij afstand van zijn gereformeerde ideeën en zocht hij aansluiting bij die van de wederdoper David Joris. In 1587 werd hij stadsgeneesheer in het West-Pruisische Elbing. In deze stad overleed hij een jaar later op 57-jarige leeftijd. Hij werd er ook begraven.

## Psalmberijming
Datheen werd vooral bekend door zijn in Frankenthal in het Nederlands gemaakte vertalingen van de Heidelbergse Catechismus en de berijmingen van de Psalmen. De laatste berustten op de Geneefse melodieën, die in het Frans berijmd waren door Clément Marot en Théodore de Bèze. Datheens psalmen werden reeds bij de grote hagenpreek van 23 juli 1566 bij Gent gezongen en verwierven sindsdien een snel groeiende populariteit.
Van 1566 tot 1773 vormde de psalmberijming van Datheen de belangrijkste liedbundel van de Nederduits Gereformeerde Kerk, later genoemd de Nederlandse Hervormde Kerk. Vanwege de stijl en niet-melodieuze vorm stond Datheens berijming al vanaf het begin onder kritiek. Lange tijd kreeg geen enkele nieuwe berijming voldoende draagvlak om de zijne te vervangen. Daarom duurde het tot 1773 voordat er een nieuwe berijming ingevoerd werd. Tegenwoordig wordt de psalmberijming van Datheen nog in zo'n dertig kerkelijke gemeenten van zeer orthodoxe signatuur gezongen, met name in (oud-)gereformeerde gemeenten en in Zeeland.
Boekverkoper Petrus Dathenus, die beweerde een nazaat van Datheen te zijn, kwam in 1745 in aanvaring met de Middelburgse predikant Andreas Andriessen, die de Datheense psalmberijming als ongeschikt bestempelde. Deze hernieuwing van de discussie over Datheens psalmberijming was een van de impulsen voor de totstandkoming van een nieuwe psalmberijming, de Berijming van 1773.

### Gebruik
Overzicht van kerkelijke gemeenten in Nederland waar in de eredienst uit de psalmberijming van Petrus Datheen wordt gezongen:
- Gereformeerde Gemeenten in Nederland
  - Arnemuiden
  - Bruinisse
  - Goes
  - Kruiningen
  - Middelburg
  - Nieuwerkerk (Zld)
  - St. Annaland
  - St. Maartensdijk
  - Terneuzen

- Gereformeerde Gemeenten
  - St. Annaland
  - Scherpenisse
  - Kruiningen
  - Borssele

- Oud Gereformeerde Gemeenten in Nederland
  - Achterberg
  - Amersfoort
  - Ederveen
  - Elst
  - Geldermalsen
  - 's-Gravenpolder
  - Oostburg
  - Oosterland
  - Rhenen
  - St. Maartensdijk
  - St. Philipsland
  - Stavenisse
  - Waddinxveen
  - Zierikzee

- Oud Gereformeerde Gemeenten buiten verband
  - Sint-Philipsland

- Zelfstandige Oud Gereformeerde Gemeenten
  - Goes
- Vrije Gereformeerde Gemeente
  - Kruiningen

## Wilhelmus
Datheen wordt genoemd als mogelijke auteur van de tekst van het Nederlandse volkslied: het Wilhelmus. Nederlandse en Vlaamse onderzoekers (Meertens Instituut, Universiteit Utrecht en Universiteit Antwerpen) kwamen er bij toeval achter dat de schrijfstijl van Datheen stilistisch opvallend veel gelijkenissen vertoont met het Wilhelmus. Dit onderzoeksresultaat werd gepresenteerd tijdens de eerste Louis Pieter Grijp-lezing op 10 mei 2016, gehouden door Mike Kestemont.

## Publicaties
- Een christelijke samenspreking uit Gods woord : (over het onderscheid tussen wet en evangelie)"" / door Petrus Dathenus ; opnieuw uitg. naar de eerste druk door J. I. Doedes ; met een naschrift van de uitgever. - Dordrecht : Van den Tol, 1976. - 83 p. ; 25 cm. Gewijzigde heruitg. naar de 2e dr., Utrecht : Kemink, 1884. - Oorspr. uitg. : Een christelijcke t'samensprekinge uyt Godes woort ... . - 's-Graven-Hage : Jansz., 1624.